# Teletón 2004 (Chile)
La Teletón 2004 fue la décima novena versión de la campaña solidaria realizada en Chile los días 3 y 4 de diciembre. El lema fue «Ellos dependen de ti» y la niña símbolo fue Catalina Paillamilla. El evento, transmitido por más de 27 horas consecutivas se realizó desde el Teatro Teletón desde las 22:00 horas hasta las 21:00 horas del sábado, y desde el Estadio Nacional desde las 22:00 en su recta final. Debido a la mala planificación del año anterior, la fundación determinó que este evento se realizara solo los primeros días de diciembre de cada año, aspecto que finalmente no se cumpliría. Luego de casi un poco más de un mes de campaña, el efecto que tuvo sobre la meta fue más que auspicioso. El evento en el Teatro Teletón terminó con un poco más de casi $ 8 mil millones, por lo que se presumía que la meta ya estaba a un pequeño paso de lograrse. Como era de esperarse, a la 01:23 horas del domingo 5 de diciembre se logró la meta en el Estadio Nacional con el cómputo final de $ 11 403 914 256 y la recaudación final entregada el 10 de diciembre fue de $ 13 227 892 546.
Cabe señalar que a las 00:57 horas del 4 de diciembre, un nuevo cómputo arrojaba la cantidad de $ 10 753 577 401, 153 millones de pesos más que la cifra final recaudada en la versión anterior, por lo que fue un momento de euforia para los animadores y para el público en general; ya que por primera vez en diez años, la meta establecida se superó en el penúltimo cómputo, cosa que no ocurría desde la versión efectuada en 1994.

## Antecedentes
Debido al fracaso de la versión anterior, nuevamente hubo una reingeniería profunda en la campaña durante esta ocasión. De partida, en las institucionales estuvo marcada la ausencia de Don Francisco, quien solo apareció en dichos spots durante las semanas finales. Además, la mala planificación de la fecha en 2003 motivó a que se tomara la decisión de que este evento se desarrolle, sí o sí, durante la última semana de noviembre o la primera de diciembre. 
El 6 de abril de 2004 se anuncia la fecha de la campaña para los días 3 y 4 de diciembre.  Su lanzamiento se desarrollaría el 7 de septiembre de ese año, con la presencia de los principales rostros televisivos y sociales de la época. En aquella oportunidad además se presentaron las institucionales y el himno, interpretado por Javiera Parra. 
Durante la campaña, el día 2 de noviembre, Don Francisco recibió la medalla al mérito otorgada por la Cámara de Diputados.  Además a fines de ese mes, la entonces Primera Dama de Estados Unidos, Laura Bush, visitó el IRI de Santiago acompañada del conductor. 

## Novedades

### Estructura
Durante la transmisión de la campaña la Fundación dispuso del horario y el tiempo que cada rostro estaría en pantalla, además se emitieron 30 reportajes de cinco minutos cada uno, precedida de entrevistas de hasta cinco minutos de duración. 

### Telefonistas

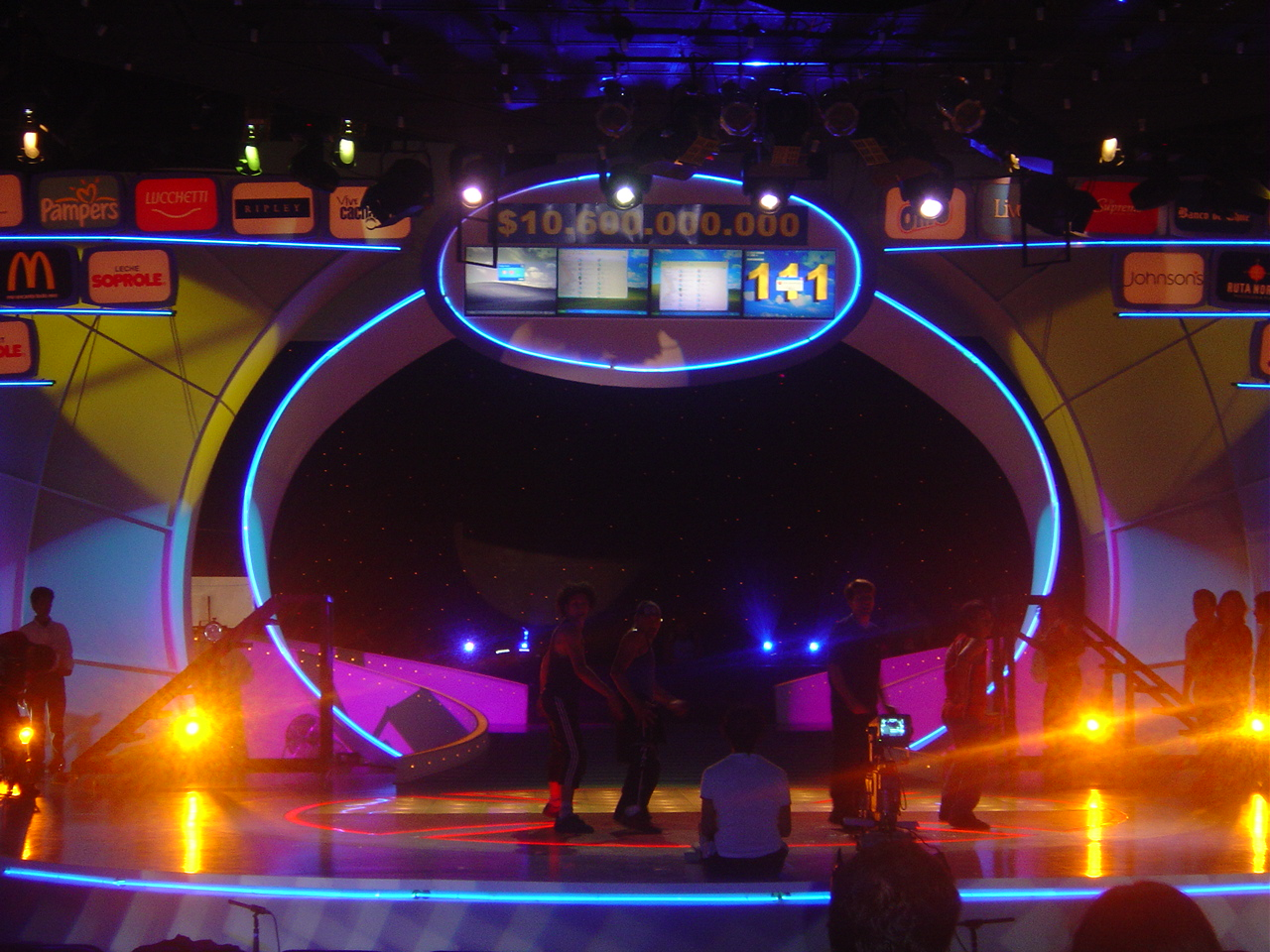
Escenario del Teatro Teletón durante el evento del 2004.

Uno de los muchos aciertos que tuvo dicha Teletón fue la participación de un grupo de 15 figuras conocidas en Chile, liderados por el excapitán de la selección chilena de fútbol Iván Zamorano, quienes estuvieron durante las 23 horas que la transmisión es hecha desde el Teatro Teletón, recibiendo las llamadas telefónicas de todas las sucursales del Banco de Chile y de distintos lugares del mundo. Durante todo ese periodo se mostraron muy animados, cantando y alentando a todos los chilenos a colaborar. 
| Rostro                | Región                                              |
| --------------------- | --------------------------------------------------- |
| Iván Valenzuela       | I Región de Tarapacá                                |
| Cristián Briceño      | II Región de Antofagasta                            |
| Hotuiti Teao          | III Región de Atacama                               |
| Juan Falcón           | IV Región de Coquimbo                               |
| Jennifer Warner       | V Región de Valparaíso                              |
| Martín Cárcamo        | VI Región del Libertador General Bernardo O´Higgins |
| Eli de Caso           | VII Región del Maule                                |
| Sergio Lagos          | VIII Región del Bío-Bío                             |
| Liliana García        | IX Región de la Araucanía                           |
| Sebastián Jiménez     | X Región de Los Lagos                               |
| Macarena Pizarro      | XI Región de Aysén                                  |
| Fernando Solabarrieta | XII Región de Magallanes                            |
| Iván Zamorano         | Región Metropolitana de Santiago                    |
| Bárbara Rebolledo     | Llamadas internacionales                            |
| Fernando Paulsen      | Internet                                            |

### Auspiciadores
Don Francisco, antes de dar a conocer los primeros cómputos, explicó al público que desde esa campaña habrá una nueva forma de dar a entender a las personas cuánto era lo que donaban las empresas auspiciadoras, para así desterrar el mito de que el dinero de la donaciones de las empresas ya esta y de que llegaban a "gotitas" a la institución, todo esto provocado por lo que se vivió el año anterior donde se estuvo a punto de no lograr la meta. 
Es por eso que cerca de las 23 horas se reunieron los representantes de las empresas auspiciadoras de la campaña en el escenario, que entregaron en conjunto sus cuotas de auspicio junto con la primera donación, para así despejar de dudas al público. La cifra entregada fue de $ 2 047 626 430, equivalente al 19,3% de la meta. Esta acción se repetiría hasta la edición 2015, cuando se volvió a usar el sistema anterior, puesto que muchas empresas fuera del grupo de los auspiciadores empezaron a donar grandes montos a la cruzada, como es el caso de Unimarc.

## Participantes
| - Myriam Hernández - Douglas - Sonora Palacios - Orquesta Cubanacán - Los Vikings 5 - Eure-K - Rigeo - Katherine Orellana - Vanessa Aguilera - Christell - Kudai - María Jimena Pereyra - Monserrat Bustamante - Mario Guerrero - Carolina Soto - Leandro Martínez - María José Quintanilla - José Alfredo Fuentes - Fernando Ubiergo - Alberto Plaza - Javiera Parra (intérprete del himno oficial "Todo un país") - Pablo Herrera - Karen Paola - Chancho en Piedra - Quique Neira - Daniela Castillo - Tiro de Gracia - Luis Jara - Los Hermanos Bustos - Gloria Simonetti - Azul Caribe - Congreso | - Diego Torres - Antonio Ríos, "El Maestro" - Carlos Vives - Bacilos - Juanes - Obie Bermúdez - Los Temerarios - Los Tigres del Norte - Álvaro Salas - Salomón y Tutu Tutu - Sketch de actores - Clan Rojo - Team Mekano - Mauricio Israel cantó Si no te hubieras ido - Musicales de Shrek y de Iván Zamorano con María Alberó - Ciclodanza de Rodrigo Díaz - Cachureos - Zoolo TV - Christell - Silvina Luna - Álvaro Ballero - Las Chicas Bond del Passapoga - Pablo Vargas - Soledad Pérez - Lola Melnik |

## Transmisión
- Red Televisión
- UCV Televisión
- TVN
- Mega
- Chilevisión
- Canal 13
- Canal Regional

### Programación
| Horario                                | Bloque                           | Contenido |
| -------------------------------------- | -------------------------------- | --- |
| 22:00-00:45                            | Apertura                         | Bloque inaugural, animado por Don Francisco, Antonio Vodanovic, Cecilia Bolocco, Rafael Araneda, Andrea Molina, Luis Jara, Vivi Kreutzberger, Eva Gómez, Tonka Tomicic y José Miguel Viñuela. Inició con imágenes de los últimos minutos de la campaña anterior y una especie de resumen de lo que había sido ese año, seguido de un segmento del musical El diluvio que viene cantado por los conductores, para luego dar paso a los contactos con las primeras sucursales del país. Además, incluyó la historia de Daniela García, que además llega de improviso al teatro. También incluyó una mini-sección desde La Tortuga de Talcahuano con Karla Constant y Carlo Von Mülhenbrock y una rutina humorística de Álvaro Salas. Actuaciones musicales - Diego Torres - "Color esperanza" - Obie Bermúdez - "Me cansé de ti" - Myriam Hernández - "He vuelto por ti" - Douglas - Medley ("Y tú cómo estás" (cover de Claudio Baglioni), "Mamma Maria" y "Será porque te amo" (covers de "Ricos y Pobres")) (desde Talcahuano) - Antonio Ríos - "Amigo mío", "Nunca me faltes" (desde Talcahuano) - Sonora Palacios - "El galeón español", Medley ("Agua que no has de beber", "Olé Olé", "La pena del campesino", "Olé, olé", "Sau Sau") (desde Talcahuano) |
| 00:45-02:30                            | Los insólitos                    | Bloque donde, para ayudar a la Teletón, algunos animadores debieron hacer diversas cosas. Mauricio Israel cantó la canción "Si no te hubieras ido", María Alberó e Iván Zamorano cantaron a dúo y además se incluyó un sketch de El Chavo del 8 con Vivi Kreutzberger, José Alfredo Fuentes y Luis Jara. Actuaciones musicales - Musical de Shrek |
| 02:30-03:00                            | Grandes momentos Teletón         | Con Andrea Molina y Antonio Vodanovic. |
| 03:00-05:00                            | Sexytón                          | Tradicional bloque nocturno, donde se alternaron vedettes con modelos hombres. Conducido por Rafael Araneda, Marlén Olivarí y Kike Morandé. Presentaciones - Inicio del bloque con Carlos Pinto - Las Chicas Bond del Passapoga - Silvina Luna - Pablo Vargas - Lola Melnick - Tatiana Merino |
| 05:00-05:20                            | Grandes momentos Teletón         | Con Andrea Molina y Antonio Vodanovic. |
| 05:20-07:30                            | Despertando con alegría          | Con Vivi Kreutzberger, José Miguel Viñuela, Andrea Molina y Luis Jara. Actuaciones musicales - Orquesta Cubanacán y Los Viking's 5 - "Qué buena está tu hermana" (Viking's 5) / "Lupita"; "Abusadora"; "Pachuco Bailarín"; "El Africano" (Orquesta Cubanacán) / "Besos de Caramelo" (Viking's 5) / "Consígueme eso" (Orquesta Cubanacán) - Eure-K y Rigeo - "El billetón para la Teletón" (adaptación de "El colaless") (Eure-K) / Agua que no has de beber (Rigeo) / Se me sube a la cabeza (Eure-K) |
| 07:30-08:00                            | Noticiero Teletón                | |
| 08:00-09:30                            | El desayuno de Chile             | Desde el Mercado Central de Santiago, con Don Francisco, Kike Morandé y los famosos presentes en dicho lugar. Actuaciones musicales - Katherine Orellana - Se me olvidó otra vez |
| 09:30-11:00                            | Bloque infantil                  | Con Marcelo Hernández, Jessica Abudinen y Catalina Palacios. Presentaciones - Cachureos - Medley - Musical con Teletín - Clan Rojo - Medley ("La Saporrita"; "Oye el boom"; "Carnaval") - Ballet de niños - "Dollar Wine" (de Byron Lee & The Dragonaires) - Vanessa Aguilera - "A veces" (tema principal serie BKN) - Marcelo Hernández, y Christell - "Un sueño imposible" |
| 11:00-12:00                            | Tenis                            | Desde el Court Central del Estadio Nacional, el partido de dobles entre Fernando González/Ricardo Lagos Escobar contra Horacio de la Peña/Don Francisco, con el arbitraje del doble medallista olímpico de Atenas, Nicolás Massú. |
| 12:00-13:30                            | ¡Arriba Chile!                   | Con Vivi Kreutzberger, Magdalena Montes, Luis Jara, Rafael Araneda y Kike Morandé. Incluyó enlaces con Jorge Hevia desde Melipilla donde se llevaba a cabo la «Maratón Johnson's», Cristián Sánchez desde la tienda Ripley del Mall Plaza Norte donde se llevaba a cabo la tarea de dicha tienda y Karla Constant desde Estación Central donde se llevaba a cabo la tarea Mc Donald's. Actuaciones - Kudai - "Sin despertar" - La Cuatro Dientes - "La Modesta" (musical) |
| 13:30-14:00                            | Noticiero Teletón                | Con la conducción de Antonio Quinteros |
| 14:00-14:30                            | Sitcom: Buscando al niño símbolo | Sketch con la participación de Francisco Melo, Felipe Braun y Héctor Noguera, entre otros, representando a diversos personajes de telenovelas. |
| 14:30-16:30                            | Depende de ti                    | Con José Miguel Viñuela, Claudia Conserva, Juan Carlos Valdivia e Iván Núñez. Incluyó el concurso "Miss Super Heroína" donde participaban figuras como Mónica Aguirre como "Gatúbela", Pamela Le Roy como "La Mujer Araña", Vivi Rodrigues como "La Mujer Maravilla", Rocío Marengo como "Super Girl" y Sarita Vásquez como una hada madrina, siendo esta última la ganadora. Actuaciones musicales - Team Mekano - Los Tigres del Norte - "La Reina del Sur" - Bacilos - "Caraluna". |
| 16:30-17:00                            | Grandes momentos Teletón         | Con Rafael Araneda. |
| 17:00-19:00                            | ¡Vamos Chile que se puede!       | Con Vivi Kreutzberger, Rafael Araneda y José Alfredo Fuentes junto a la locución en off de Jaime Davagnino. Presentaciones - Ciclodanza - Clan Rojo - Medley Éxitos de Rojo: María Jimena Pereyra - "El precio que tiene el amor" / Monserrat Bustamante - "Corazón Bandido" / Mario Guerrero - "Me gustas" / Carolina Soto - "Será" / Leandro Martínez - "Te Quiero" / Luis Pedraza Espejo - "Vamos pa' lante" / María José Quintanilla - "Noa Noa" (cover de Juan Gabriel) |
| 19:00-19:10                            | Noticiero Teletón                | |
| 19:10-21:00                            | Con esfuerzo y sacrificio        | Último bloque desde el Teatro Teletón Con Rafael Araneda, Vivi Kreutzberger, Cecilia Bolocco, Karen Doggenweiler y Eva Gómez. Actuaciones musicales - José Alfredo Fuentes, Fernando Ubiergo, Alberto Plaza y Javiera Parra - Musical con los himnos de las teletones de 1981, 1985, 1987 y 2004 - Pablo Herrera - "Alto al fuego" (versión rock) - Nueva Ola - Coro Teletón |
| Noticieros de cada canal (21:00-21:59) |                                  | |
| 22:00-01:36                            | Cierre                           | Desde el Estadio Nacional. Incluyó la rutina del Profesor Salomón y Tutu-Tutu. Actuaciones - Musical de obertura con Quique Neira, Alberto Plaza, María José Quintanilla, Javiera Parra, Francisco Sasso y Luis Jara - "Himno nacional de Chile" - Carlos Vives - "Voy a olvidarme de mí", "Como tú" - María José Quintanilla - "El Noa Noa" - Javiera y Los Imposibles - "Todo un país" (Himno Teletón 2004) - Karen Paola - "Dime", "Ven, ven, ven" - Los Temerarios - "Qué de raro tiene", "Sombras" - Christell - "Ponte las pilas" - Chancho en Piedra y Los Santiaguinos - Quique Neira - "Canto de amor" - Daniela Castillo - "Trampa de cristal" - Bacilos - "Pasos de gigante" - Alberto Plaza - "Que cante la vida", "Ahora" - Tiro de Gracia - "América" - Katherine Orellana - "Ay ay ay" - Team Mekano y Clan Rojo - Medley: "Que la detengan" (David Civera) / "Apretaíto" y "La Batidora" (Azul Azul) - Luis Jara - "Mañana" - Los Tigres del Norte - "No tiene la culpa el indio", "La manzanita" - Diego Torres - "Cantar hasta morir" - Juanes - "A Dios le pido", "Nada valgo sin tu amor" |

## Recaudación

### Cómputos
| Hora    | Monto en pesos   | % meta   | Monto en dólares |
| ------- | ---------------- | -------- | ---------------- |
| 22:35   | $ 3 391 500      | 0,03 %   | $ 6099           |
| 22:50   | $ 2 051 017 930  | 19,34 %  | $ 3 688 881      |
| 01:35   | $ 2 465 218 747  | 23,25 %  | $ 4 443 846      |
| 07:53   | $ 2 678 588 815  | 25,26 %  | $ 4 817 605      |
| 10:07   | $ 2 811 983 865  | 26,52 %  | $ 5 057 524      |
| 14:03   | $ 3 874 416 811  | 36,55 %  | $ 6 968 375      |
| 16:33   | $ 4 979 122 248  | 46,97 %  | $ 8 955 255      |
| 17:47   | $ 5 327 495 842  | 50,25 %  | $ 9 581 827      |
| 19:16   | $ 5 924 703 519  | 55,89 %  | $ 10 655 941     |
| 20:13   | $ 6 752 122 008  | 63,69 %  | $ 12 144 104     |
| 20:59   | $ 7 600 195 577  | 71,69 %  | $ 13 669 416     |
| 22:42   | $ 7 965 316 060  | 75,14 %  | $ 14 326 108     |
| 23:20   | $ 8 856 095 975  | 83,54 %  | $ 15 928 230     |
| 00:00   | $ 9 647 189 677  | 91,01 %  | $ 17 351 060     |
| 00:55   | $ 10 753 577 401 | 101,44 % | $ 19 340 966     |
| 01:22   | $ 11 403 914 256 | 107,58 % | $ 20 510 637     |
| 10 dic. | $ 13 227 892 546 | 124,79 % | $ 23 791 173     |

### Auspiciadores
Las empresas auspiciadoras entregaron conjuntamente sus donaciones en el primer cómputo. Este monto no consideró el dinero adicional aportado gracias a las tareas solidarias.
| Empresa              | Rubro           | Monto en pesos  | Monto en dólares |
| -------------------- | --------------- | --------------- | ---------------- |
| 188 Telefónica Mundo | Telefonía       | $ 230 828 188   | $ 415 158        |
| Telefónica Móvil     | Telefonía móvil | $ 230 828 188   | $ 415 158        |
| Terra                | Internet        | $ 230 828 188   | $ 415 158        |
| Aceite Belmont       | Aceites         | $ 80 179 764    | $ 144 208        |
| Azaléia              | Zapatos         | $ 80 849 024    | $ 145 411        |
| Banco de Chile       | Banco           | $ 250 000       | $ 449 640        |
| Bilz y Pap           | Bebidas         | $ 301 420 171   | $ 542 122        |
| Cachantún            | Agua mineral    | $ 301 420 171   | $ 542 122        |
| Cerveza Cristal      | Cerveza         | $ 301 420 171   | $ 542 122        |
| Vinos Gato           | Vinos           | $ 301 420 171   | $ 542 122        |
| Pisco Ruta Norte     | Pisco           | $ 301 420 171   | $ 542 122        |
| Colún                | Quesos          | $ 61 125 297    | $ 109 937        |
| Confort              | Papel Higiénico | $ 75 000        | $ 134 892        |
| Duracell             | Pilas           | $ 75 542 327    | $ 135 867        |
| Johnson's            | Sastrería       | $ 120 901 550   | $ 217 448        |
| LAN Airlines         | Aerolíneas      | $ 110 000       | $ 197 841        |
| Livean               | Jugos           | $ 120 584 753   | $ 216 879        |
| Lucchetti            | Pastas          | $ 120 584 753   | $ 216 879        |
| McDonald's           | Comida rápida   | $ 220 328 130   | $ 396 273        |
| Omo                  | Detergente      | $ 132 051 831   | $ 237 503        |
| Pepsodent            | Pasta dental    | $ 132 051 831   | $ 237 503        |
| Pampers              | Pañales         | $ 63 000        | $ 113 509        |
| Ripley               | Multitiendas    | $ 310 000       | $ 557 553        |
| Savory               | Helados         | $ 75 250 490    | $ 135 342        |
| Soprole              | Leche y yogur   | $120 000        | $ 215 827        |
| Tapsín               | Farmacéutica    | $130 000        | $ 233 812        |
| Té Supremo           | Té              | $60 176 000     | $ 108 230        |
| Total                | 26 empresas     | $ 2 617 237 525 | $ 4 707 262      |

### Tareas solidarias
- Tapsin: La empresa propuso una tarea curiosa: duplicar el monto total de su aporte si el salvavidas Francisco Aguilera, que no posee parte de su brazo derecho, nadara de Las Cruces hasta Cartagena, en la Región de Valparaíso. El salvavidas hizo el percurso de 8 km durante la tarde del sábado 4 de diciembre y la empresa donó $65 millones (US$ 116 906) adicionales a los $65 millones que había puesto al inicio del programa, a las 23h de ese sábado. El dinero sirvió para instalar los ascensores que actualmente existen en la estación Ecuador del Metro de Santiago, y así habilitar este medio de transporte para los usuarios de Teletón llegaren al Instituto de Santiago, que es en frente a la estación.[19]
- Johnson's: La sastrería también propuso una tarea para duplicar su aporte inicial, que consistió en promover al mediodía del sábado 4 de diciembre un maratón por la comuna de Melipilla. El éxito de la actividad permitió que la empresa donara $60 millones (US$ 107 904) adicionales a los $60,9 millones que había puesto al inicio del programa. La donación se concretó a las 23:30 del mismo día.
- McDonald's: Al igual que en los años anteriores, la meta era vender 250 mil unidades de la Cajita Feliz y/o McCombo durante el sábado 4 de diciembre. La empresa donaría $600 (US$ 1.08) por unidad vendida si la tarea fuera cumplida. La meta fue lograda con 263 334 unidades vendidas, lo que permitió que la empresa entregara $158 millones (US$ 284 173) adicionales a los $60,3 millones que había puesto al inicio del programa, a la 00:05 del domingo 5 de diciembre.
- Ripley: La tarea consistió en lograr un total de 50 mil compras en las tiendas entre las 16 y las 22h del sábado 4 de diciembre. La meta fue cumplida a las 20h y la empresa puso una nueva meta de 10 mil compras adicionales. Este segundo reto también fue cumplido, y la empresa entregó $250 millones (US$ 449 640) adicionales a los $60 millones que había puesto al inicio del programa, a la 00:30 del domingo 5 de diciembre.
- Líder: La empresa entregaría $150 millones (US$ 269 784), si entre las 9h y las 13:30 del 4 de diciembre se vendían 50 mil juguetes. La meta fue cumplida y además de ese aporte se entregaron otros $270 millones (US$ 485 612) ya comprometidos. El resultado batió el proprio récord hecho por la empresa en la Teletón anterior, entregando el mayor aporte hecho en la historia de la campaña hasta entonces: $420 millones (US$ 755 396), entregues a la 23:45 de ese sábado.

### Otros aportes
El multimillonario José Luis Nazar donó US$100 mil ($ 55,6 millones), a minutos del cierre. La minera BHP Billiton hizo un aporte especial por $148 millones (US$ 266 187) al inicio de la noche final. El cantante Quique Neira, después de su presentación en el Estadio Nacional, anunció que donaría durante 2005 todas las ganancias por la venta del disco Cosas Buenas, que fue lanzado días antes de la campaña.